# ستيوارت هود
ستيوارت هود (بالإنجليزية: Hod Stuart)‏ (و. 1879 – 1907 م) هو لاعب هوكي الجليد  كندي، ولد في أوتاوا، مركز لعبه هو مدافع ‏، توفي في Bay of Quinte ‏، عن عمر يناهز 28 عاماً.

## جوائز
حصل على جوائز منها:
- كأس ستانلي
- قاعة مشاهير الهوكي